# تصميم المجوهرات
تعرف تصاميم الحلي والمجوهرات من ألماس والأحجار الكريمة على أنه الرسم أو الفن الذي يستخدم المنطق الذي يُرسي الأساس لصنع المجوهرات أو هو نظام فني فريد ويستخدم اسم وفعل على حد سواء فالتصميم يستخدم كأداة يستعين بها الإنسان في محاولة للعصمة من الخطأ مستخدما المنطق في خطوطه ومحاولا تجسيد الكمال في تصاميمه، والتي ترشده إلى تصحيح أفكاره بأسلوب فريد، فهو يفسر التصاميم الماسية على أنها إنشاء تصميم لقطعة ثمينة مشابهة للحقيقة بواسطة الرسم والتلوين مستخدما حسة الذاتي وذوقه أو خبراته وتجاربه الشخصية والمهنية. وهي تعتمد على تقديم صورة مشابهة للواقع لا يمكن للإنسان الوصول إليها أو إنشاؤها مثل الفنون التطبيقية والعلمية كون المصمم يجب أن يكون ملما بخصائص المعادن النفيسة والأحجار الكريمة بالإضافة إلى الذوق والحس المرهف عند التصميم. فهو يعتبر «التصميم» كفعل، يشير إلى عملية إنشاء وخلق قطع جمالية وجذابة من المعادن المختلفة الخصائص والأحجار الكريمة التي يكون مزاجها الفيزيائي والكيميائي متضارب ولكنها متشابه شكلا في الكثير من الأحيان من حيث اللون إلى حد الذهول، ولكنها مختلفة كليا من حيث التركيب الكيميائي.

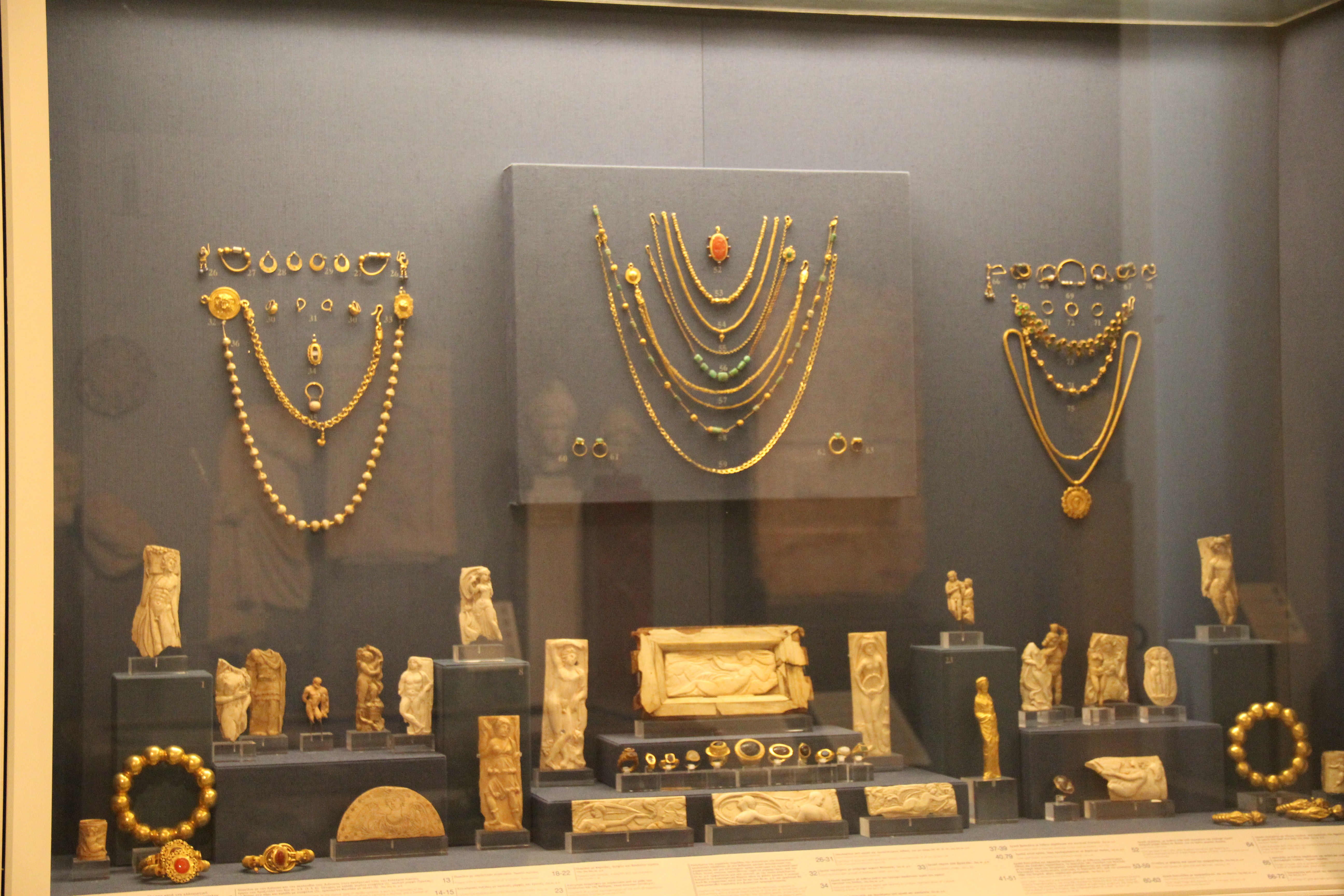
اختلفت آراء المصنفين عبر التاريخ من التصاميم. والسبب في ذلك أن علم التصميم عبر التاريخ أخذ منحى متشككا في قواعد الجمال التي اختلف من حضارة إلى أخرى.

## لمحة تاريخية
اختلفت آراء المصنفين عبر التاريخ من التصاميم. والسبب في ذلك أن علم التصميم عبر التاريخ أخذ منحى متشككا في قواعد الجمال التي اختلف من حضارة إلى أخرى. لقد كانت قواعد التصميم غير مكتوبة ولكنها كانت مفهومة عند المصمم والهدف كان أخراج قطع فنية تجسد الحضارة التي ينتمي إليها طرازا للمترفين من ملوك وأمراء فمثلا الحلي الفرعونية القديمة اختلفت عنها عند النبطيين وعنها في الهند لا بل اختلفت تصاميم الحلي فيما بين الحضارة نفسها فمثلا نوعية تصاميم الحلي خلال فترة حكم العائلة الفرعونية الأولى اختلفت تماما عنها في العائلة الفرعونية الثانية عشر، فبدلا من تركيز علم التصميم على تعليم الطلبة كيف يفكرون بطريقة صحيحة وفي نقاشاتهم العلمية، تحول علم التصميم إلى أداة مادية تجارية بالإضافة إلى التكرار الممل والتقليد الأعمى لأنواع من التصاميم، ومن هنا نشأت مدارس غربية حاولت التميز في العالم التجاري مثل آرت ديكو وهي موجة تصميم شعبية راجت بين عامي 1920 و1939، أثرت بالعديد من مجالات الحياة منها التصميم الداخلي، والموضة، والرسم، وتصميم المجوهرات، فبعد المعرض العالمي الذي أقيم في باريس عام 1900 وكان العديد من الأسماء الفرنسية المعروفة في عالم التصميم مثل إيكتور غويمارد ويوجيني قراسييه وكان لهم الأثر الكبير في نشوء الآرت ديكو. حيث سعوا لإبراز الفن الفرنسي كنوع من تصاميم الفن والجمال والكمال وهذا ساهم في تفعيل دور فرنسا عالميا فيما بعد كمصدر الهام للتصاميم وبخاصة المجوهرات.
لقد جاءت خطوط التصاميم الفرنسية من العديد من التصاميم البدائية كالخطوط الأفريقية، والفرعونية، والأزتكية والنبطية التي كانت في الأصل اتخذت طابعا احتفاليا اتسم بالبساطة وازدهر في سنوات الكساد والركود التي أصابت أمريكا في ذلك الوقت اعتبر أن الآرت ديكو فيما بعد صورة زائفة للمجتمع، حيث بدا أن أشكال الترف في التصاميم تدخل عالم ملايين الدولارات والأحجار النادرة والمصممين الجدد.

## أنواع التصاميم في المجوهرات
تنقسم المجوهرات ككل إلى عدة أنواع من حيث التكوين المعدني ومن حيث الأحجار الكريمة المستخدمة ومن حيث القيم المادية لتلك التصاميم.
- التصاميم من حيث النوع: هي التصاميم التي تعتمد على نوع المعدن، فتصميم المجوهرات البلاتينية تختلف عن تصميم المجوهرات الفضية وتختلف عن تصاميم المجوهرات الذهبية بنوعية الأصفر والأبيض، فهناك مزاج لكل معدن من حيث التصميم فالبلاتين باهظ الثمن مقارنة بالفضة ولذلك يستخدم البلاتين في المجوهرات الماسية بشكل عام وتصاميم الأحجار الكريمة النادرة ولكن لا يستخدم كنوع من الذوق في تصاميم الأحجار الرخيصة كونها لا تتوافق مع المنطق في التصميم.

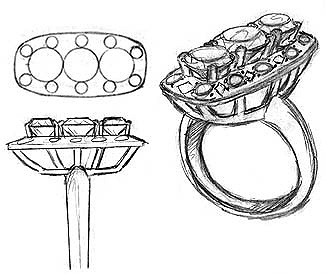
رسم اسكتش

- تصاميم الأحجار الكريمة: هي تصاميم تعتمد على أنواع الأحجار الكريمة، فمثلا تصاميم مجوهرات ألماس تختلف كليا عن تصاميم احجار الزمرد والعقيق وأكوامارين، فالندرة هنا تلعب دورا هاما في نوعية التصميم وحتى في اختيار المعدن، فمثلا حجر من ألماس ذو 5 قيراط وسعره 60,000 دولار مثلا لا يمكن تصميمه على نسق المجوهرات الفضية أو المجوهرات الأحجار الكريمة الرخيصة الثمن ولذلك يراعي المصمم الاناقة والمكانة الاجتماعية والذوق والجمال عند التصميم ويجب أن يكون ملما بكافة خصائص الحجر المراد عمل التصميم له من حيث القساوة ونوع القطع واللون ومعامل الانكسار الضوئي.
- تصاميم المجوهرات التجارية: هي التصاميم التي تاخذ الطابع التجاري أكثر منها الجمالي وبالعادة يكون إنتاج ذلك التصميم بكميات تجارية مثل الاساور الماسية التي تسمى (أساور التنس)
- تصاميم المجوهرات التقليدية: وهي ليست تصاميم لمجوهرات ذهبية أو ماسية أو من الأحجار الكريمة وتكون من المعادن والأحجار التقليدية وأحيانا تقلد مجوهرات حقيقة بهدف بيعها بأسعار رخيصة وهناك المجوهرات المطلية بالذهب وهناك الاكسوارات التقليدية.

## دراسات تصاميم المجوهرات
يجب أن يكون المصمم ملما بعلوم وهندسة المواد والتي تتضمن حقول من الفيزياء التطبيقية والكيمياء، والهدف هو فهم المواد على نحو جوهري حتى يمكن إنشاء تصاميم جديدة يكون له الصفات المطلوبة من حيث المتانة والجمال والتناسق الشكلي ما بين المعدن والقيمة المادية لقطعة المجوهرات، بالإضافة إلى ذلك ان يكون ملما بالألوان الأحجار الكريمة والاطياف الضوئية عند مرور الضوء الأبيض من خلالها بحيث تتناسق الرسومات مع الواقع فلا تتضارب التصاميم مع الموديل المراد إنتاجه، ويجب أن يكون على علم بمزج الألوان بحيث يستطيع استخلاص اللون المطلوب من مزج لونين أو أكثر، بمعنى آخر يجب أن يكون مصمما متعلما بالامور الجيولوجية والفنية بأنواعها والتاريخية ويجب أن يكون ذو ذوق رفيع.